# Isotomodes armatus
Isotomodes armatus är en urinsektsart som beskrevs av Naglitsch 1962. Isotomodes armatus ingår i släktet Isotomodes och familjen Isotomidae. Arten är reproducerande i Sverige. Inga underarter finns listade i Catalogue of Life.